# Euprosthenops ellioti
Espèce
Synonymes
- Podophthalma ellioti O. Pickard-Cambridge, 1877

Euprosthenops ellioti est une espèce d'araignées aranéomorphes de la famille des Pisauridae.

## Distribution
Cette espèce se rencontre en Inde et au Pakistan.

## Description
Euprosthenops ellioti mesure 24,5 mm.

## Systématique et taxinomie
Cette espèce a été décrite sous le protonyme Podophthalma ellioti par O. Pickard-Cambridge en 1877. Elle est placée dans le genre Euprosthenops par Pocock en 1900.

## Étymologie
Cette espèce est nommée en l'honneur de Walter Elliot.

## Publication originale
- O. Pickard-Cambridge, 1877 : « On some new species of Araneidea, with characters of two new genera and some remarks on the families Podophthalmides and Dinopides. » Proceedings of the Zoological Society of London, vol. 1877, p. 557-578 (texte intégral).